# Laura Macrì
Laura Macrì (Caltanissetta, Sicilia, 29 de junio de 1990) es una soprano italiana, reconocida por su trabajo con las agrupaciones MaYan, Epica y Div4s, y por ser parte de la banda en vivo del músico Andrea Bocelli.

## Carrera
Macrì estudió en el Conservatorio de Música Vincenzo Bellini en Caltanissetta con Tiziana Arena. Asistió a numerosas clases magistrales con artistas tan importantes como Delia Surrat, Yva Barthélémy, Ines Salazar y Rolando Panerai. Aparte de su incursión en el metal sinfónico, Laura ha salido de gira con el músico italiano Andrea Bocelli, presentándose en una gran cantidad de reconocidos escenarios como el MGM Grand Arena en Las Vegas, el Barclays Arena en Brooklyn y el Verizon Center en Washington. En 2016 fue elegida como miembro de la Fundación Pavarotti.
En 2012 hizo parte de la grabación del disco Requiem for the Indifferent de la banda Epica, desempeñándose como vocalista soprano y corista. Con MaYan grabó dos álbumes, Quarterpast en 2011 y Antagonise en 2014. Ese mismo año grabó su primera producción discográfica como solista, el sencillo "Ancora Una Volta". En 2017 publicó el larga duración Terra.

## Discografía

### MaYaN
- 2011: Quarterpast
- 2014: Antagonise
- 2018: Dhyana
- 2018: Metal Night at the Opera (EP)

### Epica
- 2012: Requiem for the Indifferent

### Solista
- 2014: Ancora Una Volta (single)
- 2014: Viva la Vita (single)
- 2015: Sempre (single)
- 2017: Terra (álbum)